# Фінал Кубка володарів кубків 1984
Фінал Кубка володарів кубків 1984 — футбольний матч для визначення володаря Кубка володарів кубків УЄФА сезону 1983/84, 24-й фінал змагання між володарями національних кубків країн Європи. 
Матч відбувся 16 травня 1984 року у Базелі за участю фіналіста Кубка Португалії 1982/83 «Порту» та володаря Кубка Італії 1982/83 «Ювентуса». Гра завершилася перемогою італійців з рахунком 2-1, які здобули свій перший титул володарів Кубка володарів кубків.

## Шлях до фіналу
| Ювентус           | Ювентус   | Ювентус         | Ювентус         | 1983/84      | Порту            | Порту     | Порту           | Порту           |
| ----------------- | --------- | --------------- | --------------- | ------------ | ---------------- | --------- | --------------- | --------------- |
| Суперник          | Результат | Перший матч     | Повторний матч  | Раунд        | Суперник         | Результат | Перший матч     | Повторний матч  |
| Лехія (Гданськ)   | 10–2      | 7–0 (вдома)     | 3–2 (на виїзді) | Перший раунд | Динамо (Загреб)  | 2–2 (ч)   | 1–2 (на виїзді) | 1–0 (вдома)     |
| Парі Сен-Жермен   | 2–2 (ч)   | 2–2 (на виїзді) | 0–0 (вдома)     | Другий раунд | Рейнджерс        | 2–2 (ч)   | 1–2 (на виїзді) | 1–0 (вдома)     |
| Гака              | 2–0       | 1–0 (на виїзді) | 1–0 (вдома)     | 1/4 фіналу   | Шахтар (Донецьк) | 4–3       | 3–2 (вдома)     | 1–1 (на виїзді) |
| Манчестер Юнайтед | 3–2       | 1–1 (на виїзді) | 2–1 (вдома)     | 1/2 фіналу   | Абердин          | 2–0       | 1–0 (вдома)     | 1–0 (на виїзді) |

## Деталі
| 16 травня 1984 |

| Ювентус                | 2:1      | Порту     |
| ---------------------- | -------- | --------- |
| Віньйола 12' Бонек 41' | Протокол | Соуза 29' |

| Санкт-Якоб, Базель Глядачів: 60 000 Арбітр: Адольф Прокоп |

| Ювентус | Порту |

| В                   | 1  | Стефано Такконі    |     |     |
| З                   | 2  | Клаудіо Джентіле   |     |     |
| З                   | 3  | Антоніо Кабріні    |     |     |
| З                   | 5  | Сержіо Бріо        |     |     |
| З                   | 6  | Гаетано Ширеа      |     |     |
| ПЗ                  | 4  | Массімо Боніні     |     |     |
| ПЗ                  | 7  | Беньяміно Віньйола |     | 89' |
| ПЗ                  | 8  | Марко Тарделлі     |     |     |
| ПЗ                  | 10 | Мішель Платіні     | 88' |     |
| Н                   | 9  | Паоло Россі        |     |     |
| Н                   | 11 | Збігнев Бонек      |     |     |
| Запасні:            |    |                    |     |     |
| З                   | 13 | Нікола Карікола    |     | 89' |
| Тренер:             |    |                    |     |     |
| Джованні Трапаттоні |    |                    |     |     |

| В              | 1  | Зе Бету              |     |     |
| З              | 2  | Жуан Пінту           |     |     |
| З              | 3  | Едуарду Луїш         | 58' | 82' |
| З              | 4  | Антоніу Ліма Перейра | 81' |     |
| З              | 5  | Еуріку Гомеш         |     |     |
| ПЗ             | 6  | Жаймі Магальяйнш     |     | 64' |
| ПЗ             | 7  | Антоніу Фраску       |     |     |
| ПЗ             | 8  | Антоніу Соуза        |     |     |
| ПЗ             | 10 | Жайме Пашеку         |     |     |
| ПЗ             | 11 | Вермелінью           |     |     |
| Н              | 9  | Фернанду Гомеш       |     |     |
| Запасні:       |    |                      |     |     |
| ПЗ             | 16 | Жозе Альберту Кошта  |     | 82' |
| Н              | 15 | Мікі Волш            |     | 64' |
| Тренер:        |    |                      |     |     |
| Антоніу Мораїш |    |                      |     |     |